# Ringo (bande dessinée)
Ray Ringo puis Ringo est une série de bande dessinée créée par William Vance, assisté parfois au scénario par Jacques Acar, Yves Duval ou André-Paul Duchâteau. Prépubliée à partir de 1965 dans le Journal de Tintin puis dans Tintin Sélection, cette série a pour thème le Western.

## Thème, intrigue
Ray Ringo est un agent de la Wells Fargo. Il parcourt le grand ouest des États-Unis dans la deuxième moitié du XIXe siècle, « à ses nombreux risques et périls ».
En 1867, la Wells Fargo transporte les voyageurs, ainsi que l'or provenant des mines d'or de l'Arizona. Ringo doit précéder les transports pour éviter les attaques et assurer la bonne livraison. 
Dans la piste pour Santa Fe, les Indiens sont furieux de la traversée de leurs territoires. Ringo doit aussi compter avec les hors-la-loi qui convoitent les 200 000 dollars d'or transportés. Il prévoit de prendre une piste inhabituelle.
Trois salopards dans la neige évoque des malfrats qui, profitant des intempéries, ont enlevé la fille d'un sénateur et deux coffres d'or.

## Auteurs
Le dessinateur William Vance a trente ans lorsqu'il crée la série pour le journal Tintin en 1965. C'est là une de ses toutes premières bandes dessinées. Il a créé avec succès Howard Flynn l'année précédente. Il assure à la fois le scénario et les dessins du premier épisode de cette nouvelle série qu'il appelle d'abord Ray Ringo, du nom complet de son héros. Pour les scénarios de certains des épisodes suivants, il fait appel à Jacques Acar en 1966, Yves Duval en 1970 et André-Paul Duchâteau en 1977.

## Graphisme
Le graphisme de Vance privilégie nettement les gros plans bien expressifs avec des scènes d'action musclées, à l'image du traitement des  bons et des brutes dans les « western » classiques au cinéma à la même époque.
C'est la première réalisation de Vance dans le western. Cet essai passe auprès de certains pour un « coup de maître », avec un dessin « superbe ». Patrick Gaumer juge pourtant que le graphisme est inégal, à cause de l'intervalle entre les parutions.
Vance se remettra plus tard au western, en dessinant les deux premiers épisodes de Marshall Blueberry en 1991-1993.

## Publication
Les deux premiers épisodes de la série paraissent d'abord dans Tintin, en 1965 et 1966, sous forme de récits à suivre, avec un léger décalé pour la version belge du journal,. 
Après un silence de quatre ans, de nouveaux épisodes paraissent dans le trimestriel Tintin Sélection, de 1970 à 1978. Ils sont sous forme de récits généralement complets, sauf un sous forme de chapitres à suivre, Trois salopards dans la neige,. 
Trois albums sont publiés chez Dargaud-Le Lombard en deux temps, d'abord en 1967-1968, puis en 1978-1980. Un autre album, reprenant d'anciens épisodes de Ringo et d'autres œuvres de Vance, paraît en 1993. Puis l'ensemble de la série paraît en deux volumes d'intégrale par Le Lombard en 2004, dans la série d'albums intitulée Tout Vance, tomes 8 et 9.

### Épisodes
- Piste pour Santa Fe, récit à suivre ; par Vance, Journal de Tintin français no 883-904, 1965 ; Journal de Tintin belge no 32 de 1965 - no 1 de 1966.
- La ville de la peur, récit à suivre ; par Vance, Acar, Journal de Tintin français no 910-917, 1966 ; Journal de Tintin belge no 7-14 de 1966.
- L'or des déserteurs, récit complet, 12 p. ; par Vance, Duval, Tintin Sélection no 6, 1970.
- El Diablo s'en mêle, récit complet, 16 p. ; par Vance, Tintin Sélection no 7, 1970.
- Trois salopards dans la neige, récit à suivre ; par Vance, Duchâteau, Tintin Sélection no 34-37, 1977.
- Le duel, récit complet, 24 p. ; par Vance, Tintin Sélection no 38, 1978.

### Albums
- Piste pour Santa Fe, William Vance, Jacques Acar, Dargaud, 1967, 64 pl.
- Le serment de Gettysburg, William Vance, Jacques Acar, Petra, Dargaud, 1968.
- Trois salopards dans la neige, William Vance, André-Paul Duchâteau, Petra, Dargaud, 1978, 45 pl.
- Tout Vance - L'intégrale Ringo - 1re partie, Le Lombard, 2004, 89 p.  (ISBN 2-8036-1907-5).
- Tout Vance - L'intégrale Ringo - 2e partie, Le Lombard, 2004, 74 p.  (ISBN 2-8036-1999-7).